# Гай Аквилий
Вижте пояснителната страница за други личности с името Гай Аквилий.
Гай Аквилий Туск (на латински: Gaius Aquillius Tuscus; * 520 пр.н.е.; † сл. 487 пр.н.е. e римски политик през 5 век пр.н.е.
Аквилий произлиза от патрицианската фамилия с gens Аквилии и когномен Туск, което вероятно показва, че е сабинец.
През 487 пр.н.е. той става консул заедно с Тит Сикций Сабин и ръководи през това време войска против херниките. За успешната си борба той получава от сената овация.